# Усунення упереджень
Усунення упереджень — це зменшення упередженості, особливо щодо суджень і прийняття рішень. Упереджене судження та прийняття рішень – це систематичне відхилення від приписів об’єктивних стандартів, таких як факти, логіка та раціональна поведінка чи приписні норми. Упереджені судження та прийняття рішень існують у таких важливих сферах, як медицина, право, політика та бізнес, а також у повсякденному житті. Інвестори, наприклад, схильні надто довго утримувати акції, що падають, і надто швидко продавати акції, що ростуть. Роботодавці виявляють значну дискримінацію при прийомі на роботу та працевлаштуванні , і деякі батьки продовжують вірити, що щеплення викликають аутизм, незважаючи на те, що вони знають, що цей зв’язок базується на фальсифікованих доказах. На індивідуальному рівні люди, які виявляють меншу упередженість у прийнятті рішень, мають більш неушкоджене соціальне середовище, менший ризик вживання алкоголю та наркотиків, нижчий рівень правопорушень серед дітей та кращі здібності до планування та вирішення проблем. 
Неупередженість може виникнути в особи, яка приймає рішення. Наприклад, людина може навчитися або прийняти кращі стратегії для прийняття суджень і рішень. Неупередженість також може виникнути в результаті змін зовнішніх факторів, таких як зміна стимулів, пов’язаних з прийняттям рішення, або способу прийняття рішення. 
Існує три загальні підходи до неупередженого судження та прийняття рішень, а також дорогих помилок, з якими пов’язане упереджене судження та прийняття рішень: зміна стимулів, підштовхування та навчання. Кожен підхід має сильні та слабкі сторони. Для отримання додаткової інформації див. Morewedge та колеги (2015). 

## Загальні підходи

### Стимули
Зміна стимулів може бути ефективним засобом упередження суджень і прийняття рішень. Цей підхід, як правило, походить від економічних теорій, які припускають, що люди діють у власних інтересах, прагнучи максимізувати свою користь протягом свого життя. Багато упереджень у прийнятті рішень можуть виникнути просто тому, що їх усунути дорожче, ніж ігнорувати.  Зробити людей більш відповідальними за свої рішення (збільшення стимулів), наприклад, може збільшити ступінь, до якої вони інвестують когнітивні ресурси в ухвалення рішень, що призведе до менш упередженого прийняття рішень, коли люди загалом мають уявлення про те, як потрібно приймати рішення.  Однак «упередженість» може бути невідповідним терміном для цих типів помилок у прийнятті рішень. Ці «стратегічні» помилки виникають просто тому, що необхідні зусилля переважають користь.  Якщо людина робить неоптимальний вибір на основі фактичного упередження, то стимули можуть загострити проблему.  Стимул у цьому випадку може просто змусити людину виконувати неоптимальну поведінку з більшим ентузіазмом. 
Стимули можна відкалібрувати, щоб змінити переваги в бік більш вигідної поведінки. Зниження цін на здорову їжу збільшує її споживання в шкільних їдальнях , а податки на газовані напої зменшують споживання газованої води населенням. Люди часто готові використовувати стимули, щоб змінити свою поведінку за допомогою механізму прихильності. Покупці, наприклад, були готові відмовитися від грошової знижки на здорові продукти харчування, якщо вони не збільшували відсоток здорових продуктів у своїх кошиках для покупок. 
Стимули можуть мати зворотний ефект, якщо вони неправильно відкалібровані або слабші за соціальні норми, які запобігали небажаній поведінці. Великі стимули також можуть змусити людей захлинутися під тиском. 

### Підштовхування
Підштовхування, зміни в поданні інформації або в способі винесення суджень і рішень є ще одним засобом усунення упередження. Люди можуть вибирати більш здорову їжу, якщо вони краще розуміють її поживний вміст,  і можуть вибирати менш калорійну їжу, якщо їх чітко запитають, чи хочуть вони зменшити кількість додаткових замовлень.  Інші приклади підштовхування включають зміну варіанту за замовчуванням, який призначено людям, якщо вони не виберуть альтернативний варіант, встановлення обмеження на розмір порції газованої води або автоматичне зарахування працівників до програми пенсійних заощаджень.

### Навчання
Навчання може ефективно позбавляти упереджень тих, хто приймає рішення, у довгостроковій перспективі.  Навчанню на сьогоднішній день приділялося менше уваги з боку вчених і політиків, ніж стимулам і підштовхуванням, тому що початкові зусилля з упередження навчання привели до неоднозначного успіху (див. Fischhoff, 1982 у Kahneman et al.  . ). Особи, які приймають рішення, можуть бути ефективно усувати упередження через навчання в конкретних сферах. Наприклад, експертів можна навчити приймати дуже точні рішення, коли прийняття рішень передбачає розпізнавання закономірностей і застосування відповідних реакцій у таких областях, як пожежогасіння, шахи та прогнозування погоди. Проте докази більш загального усунення упереджень у різних доменах і різних видах проблем не були виявлені донедавна. Причину відсутності більш  усунення в загальній області пояснювали тим, що експерти не змогли розпізнати глибинну структуру проблем у різних форматах і сферах. Наприклад, синоптики можуть передбачити дощ із високою точністю, але виявляють таку ж надмірну впевненість у своїх відповідях на основні дрібниці, як і інші люди. Виняток становила аспірантура в наукових галузях, які сильно залежать від статистики, наприклад психології. 
Експерименти Morewedge та його колег (2015) виявили, що інтерактивні комп’ютерні ігри та навчальні відео можуть призвести до довгострокового усунення упереджень на загальному рівні. У серії експериментів тренування з інтерактивними комп’ютерними іграми, які надавали гравцям персоналізований зворотний зв’язок, стратегії пом’якшення та практику, зменшили шість когнітивних упереджень більш ніж на 30% одразу та більш ніж на 20% через три місяці. Скорочене упередження  включало прив’язку, упередження сліпої плями,  упередження підтвердження, фундаментальну помилку атрибуції,  проективне упередження та репрезентативність.  
Навчання прогнозуванню по еталонному класу також може покращити результати. Прогнозування по еталонному класу — це метод систематичного відхилення оцінок і рішень на основі того, що Деніел Канеман називає поглядом іззовні. Як зазначив Канеман у книзі « Мислення швидке й повільне» (с. 252), одна з причин ефективності прогнозування по еталонному класу для усунення упереджень полягає в тому, що, на відміну від звичайних методів прогнозування, воно враховує так звані «невідомі невідомі». " За словами Канемана, прогнозування по еталонному класу є ефективним для усунення упереджень і «пройшло довгий шлях» у практичній реалізації з тих пір, як він спочатку запропонував цю ідею разом з Амосом Тверскі (стор. 251).

## Іноді ефективні стратегії

### Стимули
- Оплата людям за оптимальну поведінку за допомогою бонусів або надання знижок (наприклад, за фізичні вправи, прийом ліків, обмін паливно-неефективних транспортних засобів, як-от програма «Система знижок на автомобіль[en]»). [17]
- Оподаткування людей за неоптимальну поведінку (наприклад, вживання газованої води, куріння тютюну та трави).

### Підштовхування
- Використання ефекту за замовчуванням, щоб підштовхнути людей до рішень, оптимальних для особи, яка приймає рішення, або суспільства.
- Інструменти зобов’язань[en], які роблять прийняття неоптимальних рішень дорожчим (наприклад, Шварц та ін., 2014 [9] ).
- Переосмислення варіантів вибору таким чином, щоб зробити важливі атрибути помітними. Наприклад, маркування м’яса гамбургера 25% жирності робить людей більш чутливими до вмісту жиру, ніж маркування 75% нежирності.
- Представлення інформації у форматах, які полегшують оцінку важливої інформації, наприклад відображення харчової цінності за допомогою системи «світлофор». [11]

### Навчання
- Надання людям індивідуального відгуку щодо напрямку та ступеня їх упередженості. [2]
- Навчання стратегії «розгляду альтернативи», наприклад розгляду вірогідної альтернативної причини події, ніж причина, яку підозрюють. [18]
- Навчання людей статистичним міркуванням і нормативним правилам, про які вони не знають. [16]
- Заохочення людей приймати точку зору людини, яка відчує наслідки свого рішення, може зменшити упередженість. Учасники, яким після виходу на пенсію показали «перетворене» зображення обличчя, щоб вони були схожі на себе, з більшою ймовірністю відкладали гроші на майбутнє, ніж обрали їх у теперішньому часі. [19]
- Заохочення, стимулювання або обов’язковість використання прогнозування по еталонному класу[en]. Прогнозування по еталонному класу було зроблено обов'язковим у Великій Британії та Данії для великих державних інфраструктурних проектів з явною метою усунення упередження оптимізму .